# The Legend
The Legend es una caja recopilatoria del cantante country Johnny Cash, lanzado en el 2005 bajo los sellos disqueros Columbia Records y Legacy Recordings. Es uno de los pocos set de CD que contenían la carrera musical completa de Cash, desde 1955 al su fallecimiento en el 2003. Más de 4 CD con la mayoría de los grandes éxitos, además de numerosas composiciones tradicionales de Cash , finalmente, varias colaboraciones con otros artistas conocidos incluyendo a Rosanne Cash, U2 y Bob Dylan.
Manteniendo la tradición del público sobre llamarlo "Man in Black" (Hombre de Negro), cada CD tiene la superficie de color negro.

## Canciones

### CD 1: Win, Place and Show: The Hits
El primero de los discos incluye muchos de los grandes éxitos como "I Walk the Line", "Home of the Blues" y "Ring of Fire".

El CD cubre los grandes éxitos de los comienzos de su carrera al igual que el material más conocido del periodo de los 1970 a los 1980, Incluyendo la conocida canción "(Ghost) Riders in the Sky".

1. I Walk the Line – 2:45
2. There You Go – 2:17
3. Home of the Blues – 2:40
4. Ballad of a Teenage Queen – 2:12
5. Guess Things Happen That Way – 1:50
6. The Ways of a Woman in Love – 2:16
7. Don't Take Your Guns to Town – 3:03
8. Ring of Fire – 2:37
9. The Matador – 2:46
10. Understand Your Man – 2:43
11. The Ballad of Ira Hayes – 4:09
12. Orange Blossom Special – 3:07
13. The One on the Right is on the Left – 2:48
14. Rosanna's Going Wild – 1:59
15. Folsom Prison Blues – 2:45
16. Daddy Sang Bass – 2:21
17. A Boy Named Sue – 3:46
18. What is Truth – 2:38
19. Sunday Mornin' Comin' Down – 4:07
20. Flesh and Blood – 2:37
21. Man in Black – 2:52
22. A Thing Called Love – 2:33
23. Kate – 2:17
24. Oney – 3:05
25. Any Old Wind That Blows – 2:46
26. One Piece at a Time – 4:01
27. (Ghost) Riders in the Sky – 3:46

### CD 2: Old Favorites and New
El segundo disco fue una recopilación parecida al primero, incluye éxitos de los comienzos de la carrera de Cash como "Hey Porter" y "Cry Cry Cry", Los primeros singles que lanzó para el sello disquero Sun Records. También contiene varias canciones no lanzadas previamente más una selección de sus trabajos posteriores y un gran número de canciones de su famoso CD At Folsom Prison.

1. Hey Porter – 2:14
2. Cry Cry Cry – 2:25
3. Luther Played the Boogie – 2:03
4. Get Rhythm – 2:14
5. Give My Love to Rose – 2:45
6. I Was There When It Happened – 2:16
7. Big River – 2:32
8. I Still Miss Someone – 2:36
9. Pickin' Time – 1:58
10. The Man on the Hill – 2:09
11. Five Feet High and Rising – 1:47
12. Tennessee Flat Top Box – 2:59
13. I Got Stripes – 2:04
14. Troublesome Waters – 3:51
15. The Long Black Veil – 3:07
16. Dark as a Dungeon – 2:28
17. The Wall – 2:12
18. 25 Minutes to Go – 3:12
19. Cocaine Blues – 2:51
20. Doin' My Time – 4:13
21. I Will Rock and Roll with You – 2:51
22. Without Love – 2:30
23. The Big Light – 2:41
24. Highway Patrolman – 5:21
25. I'm Never Gonna Roam Again – 2:34
26. When I'm Gray – 3:33
27. Forever Young – 6:16

### CD 3: The Great American Songbook
El tercer disco está hecho principalmente de canciones tradicionales que hizo en el sello disquero American Recordings las cuales habían sido grabadas por varios artistas, como las canciones "Streets of Laredo" y "Wreck of the Old 97".

1. The Wreck of the Old 97 – 1:47
2. Rock Island Line – 2:11
3. Goodnight Irene – 2:40
4. Goodbye, Little Darlin' – 2:15
5. Born to Lose – 2:10
6. Walking the Blues – 2:13
7. Frankie's Man, Johnny – 2:17
8. Delia's Gone (con una letra alternativa) – 3:02
9. In the Jailhouse Now – 2:23
10. Waiting for a Train – 2:07
11. Casey Jones – 3:02
12. The Legend of John Henry's Hammer – 8:26
13. I've Been Working on the Railroad – 3:26
14. Sweet Betsy from Pike – 3:18
15. The Streets of Laredo – 3:40
16. Bury Me Not on the Lone Prairie – 2:28
17. Down in the Valley – 3:11
18. Wabash Cannonball – 2:40
19. The Great Speckle Bird – 2:08
20. Wildwood Flower – 2:12
21. Cotton Fields – 2:34
22. Pick a Bale o'Cotton – 1:58
23. Old Shep – 2:23
24. I'll Be All Smiles Tonight – 2:48
25. I'm So Lonesome I Could Cry – 2:39
26. Time Changes Everything – 1:48

### CD 4: Family and Friends
Como el título señala, el cuarto disco incluye colaboraciones con miembros de la familia de Cash y famosos músicos country.

1. Keep on the Sunny Side – 2:16
(Junto con el grupo Carter Family)
2. Diamonds in the Rough – 3:10
(Junto a la madre Maybelle Carter)
3. (There'll Be) Peace in the Valley – 2:48
(Junto con el grupo Carter Family)
4. Were You There (When They Crucified My Lord) – 3:56
(Junto con el grupo Carter Family)
5. Another Man Done Gone – 2:36
(Junto a Anita Carter)
6. Pick the Wildwood Flower – 2:59
(Junto a la madre Maybelle Carter)
7. Jackson – 2:46
(Junto a June Carter Cash)
8. If I Were a Carpenter – 3:00
(Junto a June Carter Cash)
9. Girl from the North Country – 3:42
(Junto a Bob Dylan)
10. One More Ride – 3:27
(Junto a Marty Stuart)
11. You Can't Beat Jesus Christ – 3:39
(Junto a Billy Joe Shaver)
12. There Ain't No Good Chain Gang – 3:17
(Junto a Waylon Jennings)
13. We Oughta Be Ashamed – 2:45
(Junto a Elvis Costello)
14. Crazy Old Soldier – 3:34
(Junto a Ray Charles)
15. Silver Haired Daddy of Mine – 2:48
(Junto a Tommy Cash)
16. Who's Gene Autry? – 3:51
(Junto a John Carter Cash)
17. The Night Hank Williams Came to Town – 3:24
(Junto a Waylon Jennings)
18. I Walk the Line – 3:51
(Junto a Rodney Crowell)
19. Highwayman – 3:03
(Junto al grupo The Highwaymen conformado por Johnny Cash, Kris Kristofferson, Willie Nelson y Waylon Jennings)
20. The Wanderer – 4:43
(Junto a U2)
21. September When It Comes – 3:39
(Junto a Rosanne Cash)
22. Tears in the Holston River – 3:41
(Junto a la banda The Nitty Gritty Dirt)
23. Far Side Banks of Jordan – 2:42
(Junto a June Carter Cash)
24. It Takes One to Know Me (with June Carter) – 3:36
(Danny Dill y Marijohn Wilkin)

## Edición Limitada de The Legend
En esta edición viene un CD extra con canciones que Cash tocó en su primera aparición en la radio más un DVD; Johnny Cash: The First 25 Years (traducido es: Los Primeros 25 Años de Johnny Cash) el cual contiene un especial completo de 1980 de una aparición en vivo y un libro con fotos litográficas de Johnny Cash y su esposa en varias ocasiones pintados por Marc Burkhardt.

### CD 5:Johnny Cash on the Air
1. Avisos y anuncios de KWEM
2. Intro And tema de Johnny Cash
3. Wide Open Road
4. Aviso de compañía de equipos para el hogar
5. One More Ride
6. Aviso de compañía de equipos para el hogar y el intro de Luther Perkins
7. Luther's Boogie
8. Belshazzar Intro
9. Belshazzar
10. Cierre y comentarios

## Personal
- Johnny Cash - Vocalista, Guitarra Acústica, Guitarra, Productor y Adaptación
- Cindy Cash - Vocalista
- June Carter Cash - Vocalista
- Rosanne Cash - Vocalista
- Anita Carter - Vocalista
- Ray Charles - Vocalista
- Kris Kristofferson - Vocalista
- Carlene Carter - Vocalista y corista
- Elvis Costello - Vocalista y guitarra Acústica
- Bob Dylan - Vocalista y guitarra acústica
- Billy Joe Shaver - Vocalista y guitarra acústica
- Willie Nelson - Vocalista y guitarra
- Waylon Jennings - Vocalista, Guitarra y Productor
- Maybelle Carter - Vocalista, Auto arpa y Guitarra Acústica
- Rodney Crowell - Vocalista, Guitarra Acústica, Guitarra Eléctrica y Productor
- Bill Abbott - Corista
- Hoyt Axton - Corista
- Barbara Bennett - Corista
- Ed Bruce - Corista
- Sara Bruce - Corista
- The Carter Family - Coristas
- Don Carter - Corista
- Tommy Cash - Corista
- Laura Cash - Corista
- Donivan Cowart - Corista
- The Confederates - Corista
- Coro del templo Evangélico - Corista
- Lee Holt - Corista
- Jan Howard - Corista
- The Jordanaires - Corista
- Lynn Langham - Corista
- The Gene Lowery Singers
- Cyd Mosteller - Corista
- Louis Dean Nunley - Corista
- Judy Rodman - Corista
- Nita Smith - Corista
- Wendy Suits - Corista
- Hershel Wigginton - Corista
- Asa Wilkerson - Corista
- Malcolm Yelvington - Corista
- John Carter Cash - Corista, Guitarra Acústica, Productor y Productor Ejecutivo
- Luther Perkins - Corista, Guitarra Acústica y Guitarra Eléctrica
- Marshall Grant - Corista y Bajo
- The Edge - Corista, Sintetizador y Productor
- Bob Carter - Vocalista, armónica y Acordeón
- Jeff Hanna - Vocalista, armónica y Guitarra de Acero Nacional
- Jimmy Ibbotson - Vocalista, armónica y Mandolín
- James Burton - Guitarra
- Helen Carter - Guitarra
- J.R. Cobb - Guitarra
- Ray Edenton - Guitarra
- Jerry Hensley - Guitarra
- Red Lane - Guitarra
- Roy Nichols - Guitarra
- Jerry Shook - Guitarra
- Pete Wade - Guitarra
- Doc Watson - Guitarra
- Merle Watson - Guitarra
- Johnny Western - Guitarra
- Billy Sanford - Guitarra y Guitarra Acústica
- Randy Scruggs - Guitarra, Guitarra Acústica, Productor
- Norman Blake - Guitarra y Dobro
- Tim Goodman - Guitarra y Banjo
- Bob Johnson - Guitarra, Banjo, Lute y Mandocello
- Jack Clement - Guitarra, Guitarra Rítmica, Productor
- Marty Stuart - Guitarra, Mandolín y Productor
- Brian Ahern - Guitarra, Tamborín y Productor
- Chips Moman - Guitarra y Productor
- Jack Routh - Guitarra y Productor
- Pete Drake - Guitarra de Acero
- Don Helms - Guitarra de Acero
- Ralph Mooney - Guitarra de Acero
- Dale Sellers - Guitarra Acústica
- Martin Belmont - Guitarra Eléctrica
- Pete Bordonali - Guitarra Eléctrica
- Carl Perkins - Guitarra Eléctrica
- Jerry Reed - Guitarra Eléctrica
- Billy Lee Riley - Guitarra Eléctrica
- Stewart Smith - Guitarra Eléctrica
- Bob Wootton - Guitarra Eléctrica
- Reggie Young - Guitarra Eléctrica
- Dave Edmunds - Guitarra Eléctrica, Productor
- Robby Turner - Dobro, Guitarra de Acero
- David Mansfield - Mandocello
- John McEuen - Mandolín
- Gordon Terry - Fiddle
- Hal Blaine - Percusión
- Ritchie Albright - Percusión
- Gene Chrisman - Percusión
- Owen Hale - Percusión
- Buddy Harman - Percusión
- W.S. Holland - Percusión
- Greg Morrow - Percusión
- Pete Thomas - Percusión
- J.M. Van Eaton - Percusión
- Kenny Malone - Percusión
- Shawn Pelton - Percusión
- Farrell Morris - Percusión
- Richard Morris - Percusión
- Chuck Turner - Percusión y Técnico
- Joe "Public" Allen - Bajo
- Floyd Chance - Bajo
- T. Michael Coleman - Bajo
- Roy Goin - Bajo
- Byron House - Bajo
- Mike Leech - Bajo
- Nick Lowe - Bajo
- Gary Lunn - Bajo
- Gordon Payne - Bajo
- Michael Rhodes - Bajo
- Jerry Sheff - Bajo
- Henry Strzelecki - Bajo
- Jimmy Tittle - Bajo
- John Leventhal - Bajo, Guitarra, Teclado y Productor
- Chuck Cochran - Piano
- Floyd Cramer - Piano
- Marvin Hughes - Piano
- Larry McCoy - Piano
- Bill Pursell - Piano
- Clifford Robertson - Piano
- Jimmy Smith - Piano
- Jimmy Wilson - Piano
- Clayton Ivey - Piano y Órgano
- Earl Ball - Piano y Productor
- Benmont Tench - Piano Eléctrico
- Paul Davis - Teclado
- Bobby Emmons - Teclado
- Glen D. Hardin - Teclado
- Hargus "Pig" Robbins - Teclado
- Bobby Wood - Teclado
- Larry Butler - Teclado y Productor
- Joe Babcock - Banjo
- Bobby Thompson - Banjo
- Jimmie Fadden - Armónica
- Larry Farrell - Trombón
- Karl Garvin - Trompeta
- Bill McElhiney - Trompeta
- Jack Hale - Trompeta, Cuerno Francés y Cuerno
- Bob Lewin - Trompeta, Cuerno Francés y Cuerno
- Jay Patten - Cuerno
- Tony Kladeck - Cuerno
- Rufus Long - Flauta
- Charlie McCoy - Armónica
- Danny Petraitis - Armónica
- Terry McMillan - Armónica y percusión
- Shane Keister - Sintetizador
- Brian Eno - Sintetizador y productor

### Personal adicional
- Charlie Bragg - Productor
- Don Davis - Productor
- Bob Johnston - Productor
- Frank Jones - Productor
- Don Law - Productor
- Sam Phillips - Productor
- Billy Sherrill - Productor
- Flood - Productor
- Gregg Geller - Productor, Notas y Compilación
- Lou Robin - Productor Ejecutivo
- J.J. Blair - Técnico
- Vic Anesini - Masterización
- Ian Cuttler - Dirección de Arte y Diseño
- David Santana - Diseño Gráfico
- Martin Burckhardt - Ilustraciones
- Sabeen Ahmad - Investigación de Fotografía
- Elizabeth Reilly - Investigación de Fotografía
- Gisela Delgado - Producción de Compilación
- Jerri Meyer - Producción de Compilación
- Abe Vélez - Mánager de Compilación
- Steven Berkowitz - Arreglos
- Stacey Boyle - Arreglos
- Patti Matheny - Arreglos
- Mark "Speedy" Gonzalez - Asistente de Producción
- Mark Petaccia - Asistente de Producción
- John R. "Ricky" Jackson - Director de Proyecto
- John A. Lomax - Adaptación y Colección
- Patrick Carr - Notas